# Николаев, Николай Фёдорович (государственный деятель)
Николай Федорович Николаев (укр. Ніколаєв Микола Федорович, 11 июля 1922 — 7 марта 2002) — советский партийный и государственный деятель.

## Биография
Родился 11 июня 1922 года в г. Моспино Донецкой области. Там же в 1941 году окончил среднюю школу и был призван в армию. Принимал участие в боях против гитлеровских оккупантов, был тяжело ранен.
После выздоровления был направлен в запасной стрелковый полк. В июле 1944 года демобилизован из армии. Три года работал слесарем, контролером ОТК на Кировском заводе в г. Челябинск.
В 1947 году поступил в Донецкий индустриальный институт на горный факультет. Получив специальность горного инженера-шахтостроителя, трудился в тресте «Шахтерскантрацит», был старшим инженером отдела капитального строительства, начальником строительного управления, начальником Стожковского шахтоуправления, заместителем управляющего трестом «Шахтерскантрацит».
С 1956 по 1980 год работал в аппарате ЦК Компартии Украины: заведующим сектором, заместителем заведующего и заведующим отделом тяжелой промышленности.
В январе 1980 года Николай Федорович назначен заместителем Председателя Совета Министров Украинской ССР — куратором отраслей тяжелой промышленности. Работал в этой должности до выхода в августе 1987 года на пенсию. Неоднократно избирался депутатом Верховного Совета УССР по избирательным участкам угольных регионов, очень добросовестно относился к решению вопросов, поставленных избирателями.
С 1986 по 1987 Николаев был членом Правительственной комиссии СССР по ликвидации последствий аварии на ЧАЭС. Принимал непосредственное участие в разработке и осуществлении мероприятий по ликвидации аварии, в частности, по эвакуации населения из зоны радиационного загрязнения, уменьшению выбросов из поврежденного реактора, дезактивации территории атомной станции и близлежащих территорий.
Умер 7 марта 2002 года. Похоронен на Байковом кладбище Киева.

## Награды
- орден Ленина (24.12.1986)
- орден Октябрьской Революции (1971)
- орден Отечественной войны I степени (11.03.1985)
- 3 ордена Трудового Красного Знамени (1957; 1965; 1975)
- орден Дружбы народов (10.06.1982)
- орден Славы III степени
- медали